# Китадзима, Косукэ
Косукэ Китадзима (яп. 北島 康介; род. 22 сентября 1982 года в Токио, Япония) — японский пловец-брассист, четырёхкратный чемпион Олимпийских игр 2004 и 2008 годов. Трёхкратный чемпион и многократный призёр чемпионатов мира по плаванию на дистанциях 50, 100 и 200 м брассом и в комбинированных эстафетах. Шестикратный чемпион Азиатских игр 2002 и 2006 годов.
Экс-рекордсмен мира на дистанциях 100 и 200 брассом.
Пытался отобраться на пятые для себя Олимпийские игры 2016 года в Рио-де-Жанейро, но не сумел, после чего в апреле 2016 года объявил о завершении карьеры.

## Косукэ Китадзима на летних Олимпийских играх
Зелёным выделены участия в финальных заплывах
| Дистанция                        | 2000 | 2004 | 2008 | 2012 |
| -------------------------------- | ---- | ---- | ---- | ---- |
| 100 метров брассом               | 4    | 1    | 1    | 5    |
| 200 метров брассом               | 17   | 1    | 1    | 4    |
| Комбинированная эстафета 4×100 м | —    | 3    | 3    | 2    |